# Ramlösa

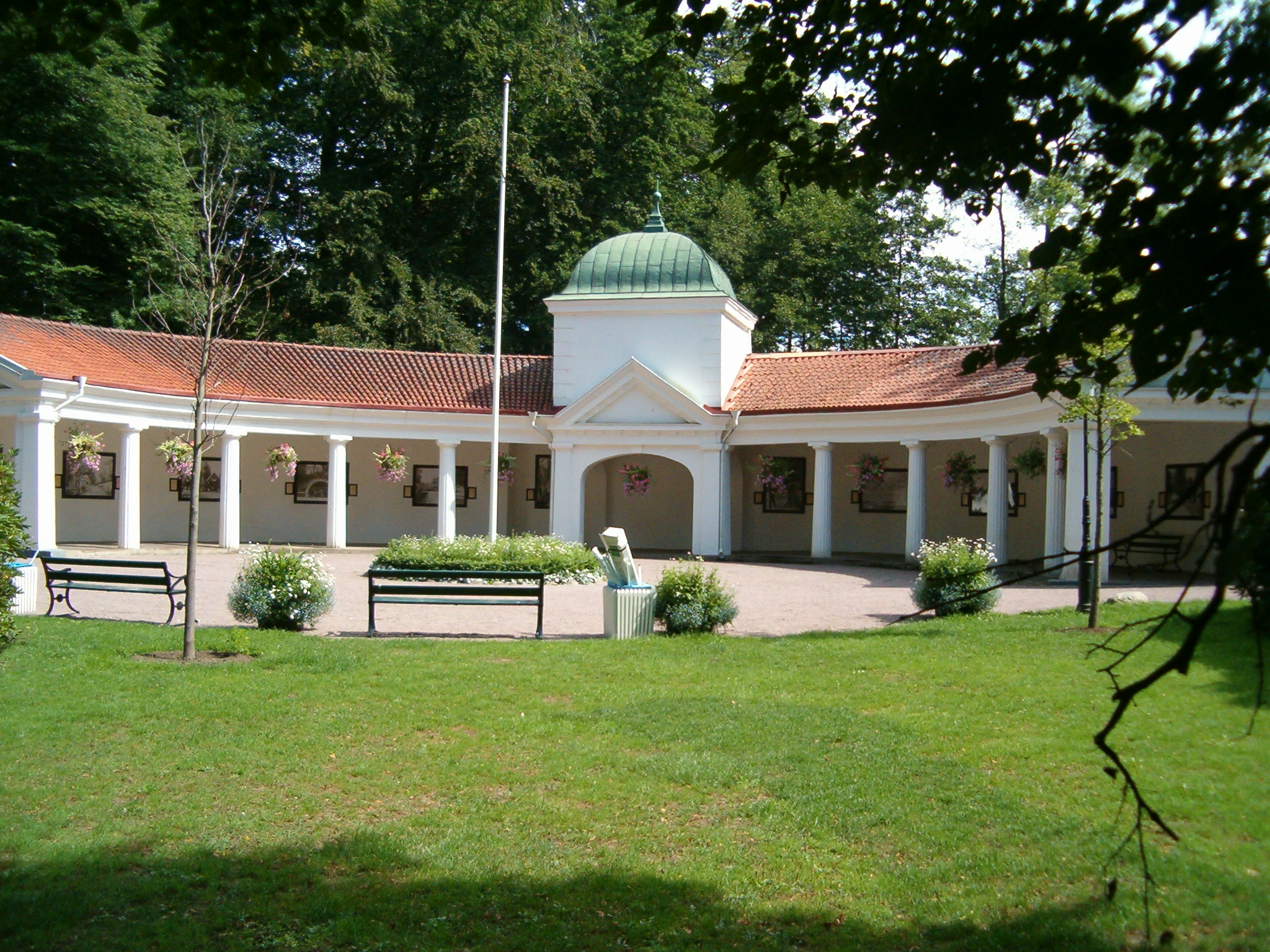
Pavillon der Ramlösaquelle

Die Ramlösa-Quelle im Südosten der schwedischen Stadt Helsingborg ist eine Heil- und Mineralwasserquelle, die 1707 von Johan Jacob Döbelius, Arzt und Medizinprofessor an der Universität Lund, in Betrieb genommen wurde. Schnell entwickelte sich um die Quelle ein Kurbetrieb.
Ende des 19. Jahrhunderts wurde bei Bohrungen nach Kohle und Ton in der Umgebung der Quelle eine weitere mit großen mineralhaltigen Wasservorräten gefunden. 1912 wurde die erste Abfüllanlage gebaut.
Ramlösa ist heute eine der bekanntesten Mineralwassermarken Schwedens. Das Abfüllunternehmen Ramlösa Hälsobrunn AB ist Teil des dänischen Carlsberg-Konzerns.